# Jen Cloher
Jen Cloher, née en 1973 à Adélaïde, est une auteure-compositrice-interprète australienne. Elle est mieux connue comme la fondatrice de la formation Jen Cloher and the Endless Sea.

## Biographie
Originaire d'Adélaïde, Jen Cloher déménage à Sydney, où elle obtient un diplôme à l'Institut national d'art dramatique. Elle délaisse cependant rapidement l'art dramatique pour se lancer dans la musique, travaillant ponctuellement à la réalisation de documentaires. En 2005, sous le seul pseudonyme de Cloher, elle publie son premier EP intitulé Permanent Marker chez Shiny Records. Le projet comprend une reprise du titre State Trooper, composé par le musicien Bruce Springsteen. 

### Vie privée
Elle séjourne actuellement à Melbourne, avec sa compagne Courtney Barnett, également musicienne et signée sur "Milk!" Records".

## Carrière professionnelle

### Jen Cloher and the Endless Sea (2006 - 2010)
En 2006, elle fonde à Melbourne, le collectif de musiciens Jen Cloher And The Endless Sea aux côtés du batteur Jen Sholakis, du guitariste Michael Hubbard, du bassiste "Lord" Geoffrey Dunbar, du pianiste Ross Calia et de la violoniste Andrea Summer. Un premier album, Dead Wood Falls, est édité le 20 mars de la même année chez Shiny Records.
Jen Cloher est nommée pour le prix de la meilleure artiste féminine lors des ARIA Music Awards 2006. Elle déménage un temps en Nouvelle-Zélande auprès de sa famille, où elle poursuit l'écriture de nouveaux morceaux. 
En 2009, un second album Hidden Hands s'inspire du décès de la mère de l'artiste, atteinte de la maladie d'Alzheimer. Laura Jean et Biddy Connor remplacent respectivement Ross Calia et Andrea Summer dans la formation. Tom Healy, producteur de l'ensemble musical Tiny Ruins, s'associe également au groupe qui se sépare définitivement en 2010.

### Carrière solo
En 2011, la musicienne fonde le programme I Manage My Music permettant aux artistes indépendants de trouver confiance, ateliers de travail et outils nécessaires au développement de leurs carrières. À la suite de la dissolution de Jen Cloher And The Endless, elle publie en 2012, Mount Beauty b/w History Eraser, en collaboration avec sa compagne l'auteure-compositrice-interprète australienne Courtney Barnett.  
En 2013, elle s'entoure de nouveau de Courtney Barnett à la guitare, Bones Sloane à la basse et Jen Sholakis à la batterie pour enregistrer In Blood Memory, son projet musical le plus personnel. L'album est nommé à l'Australian Music Prize. La même année, accompagnée des artistes Mia Dyson et Liz Stringer, elle entame une tournée de 35 dates en Australie. Pour commémorer ces prestations, elles enregistrent Dyson Stringer Cloher sur le label Milk! Records.
En 2014, Jen Cloher remporte le prix Lighthouse récompensant sa contribution et son engagement au sein de l'industrie musicale. 
Accompagnée de Courtney Barnett à la guitare, la musicienne signe en 2017, l'album éponyme Jen Cloher chez Remote Control Records. Enregistré à son domicile, le projet comprend un hommage au groupe australien Dirty Three ainsi que la participation du musicien américain Kurt Vile sur le titre Loose Magic.

## Discographie

### Carrière solo
- 2005 : Permanent Marker, Shiny Records
- 2013 : In Blood Memory, Milk! Records
- 2017 : Jen Cloher, Remote Control Records

### Jen Cloher And The Endless Sea (2006 - 2010)
- 2006 : Dead Wood Falls, Shiny Records
- 2009 : Hidden Hands, Sandcastle Music

### Autres collaborations
- 2012 : Mount Beauty b/w History Eraser, Jen Cloher et Courtney Barnett, Milk! Records
- 2013 : Dyson Stringer Cloher, Jen Cloher, Mia Dyson et Liz Stringer, Milk! Records

## Distinctions
2014 : Lighthouse Award, Victorian Music Management Award